# Галогены
Галоге́ны (от др.-греч. ἅλς — «соль» и γένος — «рождение, происхождение»; иногда употребляется устаревшее название гало́иды) — химические элементы 17-й группы периодической таблицы химических элементов Д. И. Менделеева (по устаревшей классификации — элементы главной подгруппы VII группы).
Реагируют почти со всеми простыми веществами, кроме некоторых неметаллов. Все галогены — энергичные окислители, поэтому встречаются в природе только в виде соединений. С увеличением порядкового номера химическая активность галогенов уменьшается, химическая активность галогенид-ионов F−, Cl−, Br−, I−, At− уменьшается.
К галогенам относятся фтор F, хлор Cl, бром Br, иод I, астат At, а также (формально) искусственный элемент теннессин Ts.
| Фтор F | Хлор Cl | Бром Br | Иод I |
| ------ | ------- | ------- | ----- |
|        |         |         |       |

Все галогены — неметаллы, являются сильными окислителями. На внешнем энергетическом уровне 7 электронов. При взаимодействии с металлами возникает ионная связь, и образуются соли. Галогены (кроме фтора) при взаимодействии с более электроотрицательными элементами могут проявлять и восстановительные свойства вплоть до высшей степени окисления +7.
В химических формулах галогены, а также псевдогалогены, иногда обозначаются {\displaystyle {\ce {Hal}}}. Однако ИЮПАК рекомендует для обеих групп использовать обозначение {\displaystyle {\ce {X}}}.

## Этимология
Термин «галогены» в отношении всей группы элементов (на тот момент были известны фтор, хлор, бром и иод) был предложен в 1841 году шведским химиком Й. Берцелиусом. Первоначально слово «галоген» (в буквальном переводе с греческого — «солерод») было предложено в 1811 году немецким учёным И. Швейггером в качестве названия для недавно открытого хлора, однако в химии закрепилось название, которое предложил Г. Дэви.

## Строение атомов и степени окисления
Электронная конфигурация внешней электронной оболочки атомов галогенов ns2np5: фтор — 2s22p5, хлор — 3s23p5, бром — 4s24p5, иод — 5s25p5, астат — 6s26p5.
Имея на внешней электронной оболочке 7 электронов, атомы всех галогенов легко присоединяют недостающий до завершения оболочки 1 электрон и в своих соединениях проявляют степень окисления −1. Хлор, бром, иод и астат в соединениях с более электроотрицательными элементами проявляют положительные степени окисления: +1, +3, +5, +7. Для фтора характерна постоянная степень окисления −1.

## Распространённость элементов и получение простых веществ
Как уже было сказано выше, галогены имеют высокую реакционную способность, поэтому встречаются в природе обычно в виде соединений.
Их распространённость в земной коре уменьшается при увеличении атомного радиуса от фтора к иоду. Количество астата в земной коре измеряется граммами, а теннессин в природе отсутствует. Фтор, хлор, бром и иод производятся в промышленных масштабах, причём объёмы производства хлора значительно выше, чем трёх других стабильных галогенов.
В природе эти элементы встречаются в основном в виде галогенидов (за исключением иода, который также встречается в виде иодата натрия или калия в месторождениях нитратов щелочных металлов). Поскольку многие хлориды, бромиды и иодиды растворимы в воде, то эти анионы присутствуют в океане и природных рассолах. Основным источником фтора является фторид кальция, который очень малорастворим и находится в осадочных породах (как флюорит CaF2).
Основным способом получения простых веществ является окисление галогенидов. Высокие положительные стандартные электродные потенциалы Eo(F2/F−) = +2,87 В и Eo(Cl2/Cl−) = +1,36 В показывают, что окислить ионы F− и Cl− можно только сильными окислителями. В промышленности применяется только электролитическое окисление. При получении фтора нельзя использовать водный раствор, поскольку вода окисляется при значительно более низком потенциале (+1,32 В) и образующийся фтор стал бы быстро реагировать с водой. Впервые фтор был получен в 1886 г. французским химиком Анри Муассаном при электролизе раствора гидрофторида калия KHF2  в безводной плавиковой кислоте HF.
В промышленности хлор в основном получают электролизом водного раствора хлорида натрия в специальных электролизёрах. При этом протекают следующие реакции:
полуреакция на аноде: {\displaystyle {\mbox{2Cl}}{^{-}}{\mbox{(aq)}}\rightarrow {\mbox{Cl}}{_{2}}{\mbox{(g)}}+{\mbox{2e}}{^{-}}} 

полуреакция на катоде: {\displaystyle {\mbox{2H}}{_{2}}{\mbox{O(l)}}+{\mbox{2e}}{^{-}}\rightarrow {\mbox{2OH}}{^{-}}{\mbox{(aq)}}+{\mbox{H}}{_{2}(g)}}
Окисление воды на аноде подавляется использованием такого материала электрода, который имеет более высокое перенапряжение по отношению к O2, чем к Cl2 (таким материалом является, в частности, RuO2).
В современных электролизёрах катодное и анодное пространства разделены полимерной ионообменной мембраной. Мембрана позволяет катионам Na+ переходить из анодного пространства в катодное. Переход катионов поддерживает электронейтральность в обеих частях электролизёра, так как в течение электролиза отрицательные ионы удаляются от анода (превращение 2Cl− в Cl2) и накапливаются у катода (образование OH−). Перемещение OH− в противоположную сторону могло бы тоже поддерживать электронейтральность, но ион OH− реагировал бы с Cl2 и сводил на нет весь результат.
Бром получают химическим окислением бромид-иона, находящегося в морской воде. Подобный процесс используется и для получения иода из природных рассолов, богатых I−. В качестве окислителя в обоих случаях используют хлор, обладающий более сильными окислительными свойствами, а образующиеся Br2 и I2 удаляются из раствора потоком воздуха.

## Физические свойства галогенов
| Вещество  | Агрегатное состояние при обычных условиях              | Цвет                                | Запах                |
| --------- | ------------------------------------------------------ | ----------------------------------- | -------------------- |
| Фтор F2   | Газ, не сжижается при обычной температуре              | Светло-жёлтый                       | Резкий, раздражающий |
| Хлор CI2  | Газ, сжижающийся при обычной температуре под давлением | Жёлто-зелёный                       | Резкий, удушливый    |
| Бром Br2  | Тяжёлая летучая жидкость                               | Буровато-коричневый                 | Резкий, зловонный    |
| Иод I2    | Твёрдое вещество                                       | Тёмно-серый с металлическим блеском | Резкий               |
| Астат At2 | Твёрдое вещество                                       | Сине-чёрный с металлическим блеском | Вероятно, резкий     |

| Простое вещество | Температура плавления, °C | Температура кипения, °C |
| F2               | −220                      | −188                    |
| Cl2              | −101                      | −34                     |
| Br2              | −7                        | 58                      |
| I2               | 113,5                     | 184,885                 |
| At2              | 244                       | 309                     |

| Tплавл (оС)                            | Tплавл (оС) | -100,7 | -7,3  | 112,9 |
| lg(P[Па])                              | мм.рт.ст.   | Cl2    | Br2   | I2    |
| 2,12490302                             | 1           | -118   | -48,7 | 38,7  |
| 2,82387302                             | 5           | -106,7 | -32,8 | 62,2  |
| 3,12490302                             | 10          | -101,6 | -25   | 73,2  |
| 3,42593302                             | 20          | -93,3  | -16,8 | 84,7  |
| 3,72696301                             | 40          | -84,5  | -8    | 97,5  |
| 3,90305427                             | 60          | -79    | -0,6  | 105,4 |
| 4,12490302                             | 100         | -71,7  | 9,3   | 116,5 |
| 4,42593302                             | 200         | -60,2  | 24,3  | 137,3 |
| 4,72696301                             | 400         | -47,3  | 41    | 159,8 |
| 5,00571661                             | 760         | -33,8  | 58,2  | 183   |
| lg(P[Па])                              | атм         | Cl2    | Br2   | I2    |
| 5,00571661                             | 1           | -33,8  | 58,2  | 183   |
| 5,30674661                             | 2           | -16,9  | 78,8  |       |
| 5,70468662                             | 5           | 10,3   | 110,3 |       |
| 6,00571661                             | 10          | 35,6   | 139,8 |       |
| 6,30674661                             | 20          | 65     | 174   |       |
| 6,48283787                             | 30          | 84,8   | 197   |       |
| 6,6077766                              | 40          | 101,6  | 215   |       |
| 6,70468662                             | 50          | 115,2  | 230   |       |
| 6,78386786                             | 60          | 127,1  | 243,5 |       |
| жирным обозначены температуры возгонки |             |        |       |       |

Галогены имеют характерный резкий запах.

## Химические свойства галогенов
Все галогены проявляют высокую окислительную активность, которая уменьшается при переходе от фтора к теннессину. Фтор — самый активный из галогенов, реагирует со всеми металлами без исключения, многие из них в атмосфере фтора самовоспламеняются, выделяя большое количество теплоты, например:
{\displaystyle {\mathsf {2Al+3F_{2}\rightarrow 2AlF_{3}+2989\;{\text{кДж}}}}.}
Без нагревания фтор реагирует и со многими неметаллами (H2, S, С, Si, Р); все реакции при этом сильно экзотермические и могут протекать со взрывом, например:
{\displaystyle {\mathsf {H_{2}+F_{2}\rightarrow 2HF+547\;{\text{кДж}}}}.}
При нагревании фтор окисляет все другие галогены по схеме
{\displaystyle {\mathsf {Hal_{2}+F_{2}\rightarrow 2HalF,\ Hal=Cl,\ Br,\ I}},}
причём в соединениях HalF степени окисления хлора, брома, иода и астата равны +1.
Наконец, при облучении фтор реагирует даже с тяжёлыми инертными (благородными) газами:
{\displaystyle {\mathsf {Xe+F_{2}\rightarrow XeF_{2}+152\;{\text{кДж}}}}.}
Взаимодействие фтора со сложными веществами также протекает очень энергично. Так, он окисляет воду, при этом реакция носит взрывной характер:
{\displaystyle {\mathsf {2F_{2}+2H_{2}O\rightarrow 4HF+O_{2}}}}
Свободный хлор также очень реакционноспособен, хотя его активность и меньше, чем у фтора. Он непосредственно реагирует со всеми простыми веществами, за исключением кислорода, азота и благородных газов:
{\displaystyle {\mathsf {Si+2Cl_{2}\rightarrow SiCl_{4}+662\;{\text{кДж}}}},}
{\displaystyle {\mathsf {H_{2}+Cl_{2}\rightarrow 2HCl+185\;{\text{кДж}}}}.}
Особый интерес представляет реакция с водородом. Так, при комнатной температуре, без освещения хлор практически не реагирует с водородом, тогда как при нагревании или при освещении (например, на прямом солнечном свету) эта реакция протекает со взрывом по приведенному ниже цепному механизму:
{\displaystyle {\mathsf {Cl_{2}{\xrightarrow[{}]{h\nu }}2Cl\cdot }}}
{\displaystyle {\mathsf {Cl\cdot +H_{2}\rightarrow HCl+H\cdot }}}
{\displaystyle {\mathsf {H\cdot +Cl_{2}\rightarrow HCl+Cl\cdot }}}
Возбуждение этой реакции происходит под действием фотонов {\displaystyle {\mathsf {h\nu }}}, которые вызывают диссоциацию молекул Cl2 на атомы — при этом возникает цепь последовательных реакций, в каждой из которых появляется частица, инициирующая начало последующей стадии.
Реакция между Н2 и Cl2 послужила одним из первых объектов исследования цепных фотохимических реакций. Наибольший вклад в развитие представлений о цепных реакциях внёс русский учёный, лауреат Нобелевской премии (1956 год) Н. Н. Семёнов.
Хлор вступает в реакцию со многими сложными веществами, например замещения и присоединения с углеводородами:
{\displaystyle {\mathsf {CH_{4}+Cl_{2}\rightarrow CH_{3}Cl+HCl}}}
{\displaystyle {\mathsf {H_{2}C{\text{=}}CH_{2}+Cl_{2}\rightarrow CH_{2}Cl{\text{-}}CH_{2}Cl}}}
Хлор способен при нагревании вытеснять бром или иод из их соединений с водородом или металлами:
{\displaystyle {\mathsf {Cl_{2}+2KBr\rightarrow 2KCl+Br_{2}}}}
а также обратимо реагирует с водой, образуя равновесную смесь веществ, называемую хлорной водой:
{\displaystyle {\mathsf {Cl_{2}+H_{2}O\rightleftarrows HCl+HClO-25\;{\text{кДж}}}}.}
Хлор может таким же образом реагировать (диспропорционировать) со щелочами:
- на холоде

{\displaystyle {\mathsf {Cl_{2}+2NaOH\rightarrow NaCl+NaClO+H_{2}O}}}
- при нагревании:

{\displaystyle {\mathsf {3Cl_{2}+6KOH\rightarrow 5KCl+KClO_{3}+3H_{2}O}}}
Химическая активность брома меньше, чем у фтора и хлора, но все же достаточно велика в связи с тем, что бром обычно используют в жидком состоянии, и поэтому его исходные концентрации при прочих равных условиях больше, чем у хлора. Он вступает в те же реакции, что и хлор. Являясь более мягким реагентом, бром находит широкое применение в органической химии. Бром, так же как и хлор растворяется в воде и, частично реагируя с ней, образует так называемую «бромную воду».
Растворимость в воде иода — 0,3395 грамма на литр при 25 градусах Цельсия, это меньше, чем у брома. Водный раствор иода называется «иодной водой». Иод способен растворяться в растворах иодидов с образованием комплексных анионов:
{\displaystyle {\mathsf {I_{2}+I^{-}\rightarrow [I_{3}]^{-}}}}
Образующийся раствор называется раствором Люголя.
Иод существенно отличается по химической активности от остальных галогенов. Он не реагирует с большинством неметаллов, а с металлами медленно реагирует только при нагревании. Взаимодействие же иода с водородом происходит только при сильном нагревании, реакция является эндотермической и обратимой:
{\displaystyle {\mathsf {H_{2}+I_{2}\rightleftarrows 2HI-53\;{\text{кДж}}}}.}
Таким образом, химическая активность галогенов последовательно уменьшается от фтора к астату. Каждый галоген в ряду F — At может вытеснять последующий из его соединений с водородом или металлами, то есть каждый галоген в виде простого вещества способен окислять галогенид-ион любого из последующих галогенов.
Астат ещё менее реакционноспособен, чем иод. Но и он реагирует с металлами (например с литием):
{\displaystyle {\mathsf {2Li+At_{2}\rightarrow 2LiAt}}}
При диссоциации образуются не только анионы, но и катионы At+: HAt диссоциирует на:
{\displaystyle {\mathsf {H^{+}+At^{-}\rightleftarrows HAt\rightleftarrows At^{+}+H^{-}}}}

## Применение галогенов и их соединений
Природное соединение фтора — криолит Na3AlF6 — применяется при получении алюминия. Соединения фтора используются в качестве добавок в зубные пасты для предотвращения заболеваний кариесом.
Хлор широко используется для получения соляной кислоты, в органическом синтезе при производстве пластмасс и синтетических волокон, каучуков, красителей, растворителей и др. Многие хлорсодержащие соединения используют для борьбы с вредителями в сельском хозяйстве. Хлор и его соединения применяются для отбеливания льняных и хлопчатобумажных тканей, бумаги, обеззараживания питьевой воды. Правда, применение хлора для обеззараживания воды далеко не безопасно, для этих целей лучше использовать озон.
Простые вещества и соединения брома и иода используются в фармацевтической и химической промышленности.

## Токсичность галогенов
Вследствие высокой реакционной способности (особенно это ярко проявляется у фтора) все галогены являются ядовитыми веществами с сильно выраженным удушающим и поражающим ткани воздействиями.
Большую опасность представляют пары и аэрозоль фтора, так как в отличие от других галогенов имеют довольно слабый запах и ощущаются только в больших концентрациях.